# Мавзолей Ібрагім-ата
Мавзолей Ібрагім-ата (каз. Ибраһим ата күмбезі) — мавзолей у місті Шимкенті, на території житлового масиву Сайрам. Усипальниця шейха Ібрагіма, батька знаменитого суфійського поета Ходжі Ахмеда Ясаві. Включено до списку пам'яток архітектури республіканського значення Казахстану.

## Історія
Перший мавзолей над могилою шейха Ібрагіма, що будувався у XII — XIV ст., до XVI ст. занепав і зруйнувався. Близько XVI — XVII ст. було споруджено нову будівлю.
У ХІХ ст. внаслідок землетрусу обрушився купол мавзолею. На початку XX ст. дах, що провалився, був відновлений у спрощеній конфігурації.
На початку 1990-х років. уряд незалежного Казахстану виділив гроші на реставраційні роботи. В результаті дорога, що проходила біля стін мавзолею, була відсунута на 20 метрів убік, а архітектурна пам'ятка укріплена шаром землі біля основи.
Ібрагім Ата походив із шляхетної родини. Захоплювався землеробством. Мав дар проповідника. Також викладав іслам для послідовників.

## Опис
Мавзолей розташований на околиці північно-західної частини села Сайрам, на високому пагорбі біля дороги до села Аксу. Будівля є квадратною в плані однокамерною купольною спорудою, характерною для середньовічної середньоазійської архітектури.
Площа мавзолею становить 7,2×7,2 м, висота — 8,25 м. Споруда дворівнева, з одним внутрішнім приміщенням. Вхід розташований із південного боку. У західній стіні є вікно, оправлене в дерев'яну раму. Внутрішні стіни оштукатурені, підлога обкладена цеглою та покрита сумішшю глини та цементу.
Замість оригінального купола під час реставрації на початку XX століття була зведена чотирисхилий полога залізна покрівля, в центрі якої розташований конусоподібний купол.